# Hans Nowak
Hans Nowak (9. srpna 1937 Gelsenkirchen – 19. července 2012) byl německý fotbalista, obránce. 

## Fotbalová kariéra
Začínal v týmu Eintracht Gelsenkirchen. V německé bundeslize hrál za FC Schalke 04, FC Bayern Mnichov a Kickers Offenbach, nastoupil v 96 bundesligových utkáních a dal 7 gólů. V Poháru mistrů evropských zemí nastoupil v 5 utkáních a dal 3 góly a v Poháru vítězů pohárů nastoupil v 7 utkáních. S Bayernem vyhrál v roce 1967 Pohár vítězů pohárů. Za západoněmeckou reprezentaci nastoupil v letech 1961-1964 v 15 utkáních. Byl členem reprezentace Německa na Mistrovství světa ve fotbale 1962, nastoupil ve všech 4 utkáních.

## Ligová bilance
| Ročník                                 | Zápasy | Góly | Klub              |
| -------------------------------------- | ------ | ---- | ----------------- |
| Fußball-Oberliga West 1958/1959        | 16     | 13   | FC Schalke 04     |
| Fußball-Oberliga West 1959/1960        | 15     | 6    | FC Schalke 04     |
| Fußball-Oberliga West 1960/1961        | 15     | 2    | FC Schalke 04     |
| Fußball-Oberliga West 1961/1962        | 27     | 0    | FC Schalke 04     |
| Fußball-Oberliga West 1962/1963        | 25     | 3    | FC Schalke 04     |
| Německá fotbalová Bundesliga 1963/1964 | 22     | 0    | FC Schalke 04     |
| Německá fotbalová Bundesliga 1964/1965 | 25     | 3    | FC Schalke 04     |
| Německá fotbalová Bundesliga 1965/1966 | 6      | 2    | FC Bayern Mnichov |
| Německá fotbalová Bundesliga 1966/1967 | 17     | 1    | FC Bayern Mnichov |
| Německá fotbalová Bundesliga 1967/1968 | 14     | 1    | FC Bayern Mnichov |
| Německá fotbalová Bundesliga 1968/1969 | 12     | 0    | Kickers Offenbach |
| CELKEM Německá fotbalová Bundesliga    | 96     | 7    |                   |
| CELKEM Fußball-Oberliga West           | 98     | 24   |                   |